# Il volto cancellato
Il volto cancellato è un'autobiografia scritta da Fakhra Younas con l'aiuto di Elena Doni. Edito da Oscar Mondadori.

## Trama
Fakhra Younas, una giovane donna pakistana, decide di raccontare la sua tragica storia e le violenze subite in paesi che come il Pakistan, Bangladesh, India sono largamente diffuse.
Fakhra prima di sposare il figlio di un ricchissimo uomo politico è stata una danzatrice famosa. Un giorno suo marito per rabbia e gelosia, con l'acido le sfigurò il viso cancellandole il volto e l'identità. L'acido le consumò il viso, il petto e le braccia. Questa storia è famosa non solo per la notorietà della protagonista nel mondo della danza, ma anche perché Bilal (suo marito) era ex deputato al parlamento del Punjab. Il motivo dell'esplosione di tanta rabbia da parte del marito è dovuta alla decisione di Fakhra di divorziare e abortire il primogenito di Bilal; quest'ultimo impazzito e accecato spense la possibilità a sua moglie di vivere una vita normale.
Questo libro è la storia della vita, del dramma e della rinascita di Fakhra. La sua infanzia difficile, il suo lavoro da ballerina, gli innamoramenti, le violenze e una lenta e lunga ricostruzione interiore ed esteriore fanno di questa storia un esempio da seguire per tutte quelle ragazze violentate nell'interiore come Fakhra. La rinascita della giovane ragazza è stata possibile grazie all'aiuto di Tehmina Durrani matrigna di suo marito Bilal, che la portò in Italia per farla curare. Qui le venne dato aiuto dal Comune di Roma e dall'associazione Smileagain ed è stata curata dal Dottor Valerio Cervelli, Professore di chirurgia plastica all'ospedale Sant'Eugenio di Roma.
Il libro si conclude con un esame di coscienza di Tehmina Durrani ringraziando Fakhra per aver messo alla luce la vera realtà che si vive nel Sud Est.

## Personaggi
- Fakhra: personaggio principale di questa biografia. Nata a Karachi in Pakistan. Ella è bella, solare, brava con una carriera da ballerina promettente. Una vita piena di speranze distrutta dal suo carnefice acidificatore.
- Bilal: uomo benestante, ex deputato del Parlamento, figlio dell'ex governatore Ghulam Mustafà Khar. Da uomo buono e affettuoso diviene un uomo instabile, cattivo, aggressivo accecato dalla gelosia. Il suo amore per la moglie si trasformò in una patologia, si attaccò saldamente all'unico frammento della sua vita rimastogli, dato che il padre lo ripudiò per aver sposato una ballerina.
- Munaver Sultana: madre di Fakhra. Una donna bella e istruita che faceva la danzatrice e cantava. Quando la figlia aveva 11 anni cominciò a drogarsi.
- Tanvir: fratello di Fakhra, cominciò a drogarsi molto giovane insieme alla madre. Morto un anno prima del dramma a causa della droga.
- Kiran: sorella minore di Fakhra, è stata come una mamma, standole vicino dopo la tragedia.
- Nauman: figlio della protagonista. Fakhra l'ha sempre considerato un bambino speciale capace di affrontare le difficoltà. Egli è molto protettivo nei confronti della madre. Nato quando lei aveva 15 anni dal primo uomo Hemat.
- Hemat: primo uomo che ebbe una relazione con Fakhra quando lei aveva 13 anni e lui più di 50. Uomo di bell'aspetto e gentile, presente nei confronti del figlio anche dopo la separazione.
- Tehmina Durrani: matrigna di Bilal. L'unica che accettò Fakhra nella famiglia e l'aiutò a venire in Italia. Una donna molto forte e sensibile. Scrittrice famosa.
- Clarice Felli: fondatrice di Smileagain, un'organizzazione non lucrativa di utilità sociale, per aiutare le ragazze acidificate del sud-est asiatico.